# Élections législatives de 2024 dans les Yvelines
Les élections législatives françaises de 2024 dans les Yvelines se déroulent les 30 juin et 7 juillet 2024 afin d’élire les douze députés du département.
Cette élection a lieu à la suite de la dissolution de l'Assemblée nationale par Emmanuel Macron.

## Contexte

### Institutionnel
L'article 12 de la Constitution permet au président de la République française de dissoudre l'Assemblée et d'appeler à de nouvelles élections dans les vingt à quarante jours après la signature du décret de dissolution. Il ne peut y avoir d'autre dissolution dans l'année suivant ces élections (soit jusqu'à juin 2025).
Depuis une réforme constitutionnelle ayant eu lieu en 2000, qui avait institué un mandat présidentiel de cinq ans, les élections législatives ont coïncidé avec les élections présidentielles. Conséquence du fait majoritaire, le besoin pour le président de la République de dissoudre l'Assemblée nationale ne s'était plus présenté.

### Élections européennes
| Circonscription | RN      | ENS     | PS - PP | LFI     | LR      |
| --------------- | ------- | ------- | ------- | ------- | ------- |
| Circonscription |         |         |         |         |         |
| 1re             | 13,63 % | 18,00 % | 14,60 % | 11,55 % | 18,15 % |
| 2e              | 16,72 % | 20,57 % | 16,58 % | 7,77 %  | 13,26 % |
| 3e              | 18,08 % | 22,18 % | 13,32 % | 7,38 %  | 16,42 % |
| 4e              | 15,94 % | 22,06 % | 16,56 % | 9,95 %  | 12,69 % |
| 5e              | 16,23 % | 21,18 % | 14,41 % | 12,49 % | 12,72 % |
| 6e              | 16,83 % | 21,63 % | 14,54 % | 12,08 % | 12,51 % |
| 7e              | 23,53 % | 16,7 %  | 15,32 % | 13,68 % | 8,37 %  |
| 8e              | 30,1 %  | 10,12 % | 9,28 %  | 27,52 % | 4,91 %  |
| 9e              | 32,05 % | 14,04 % | 11,15 % | 13,42 % | 7,58 %  |
| 10e             | 23,78 % | 18,29 % | 14,87 % | 8,33 %  | 10,36 % |
| 11e             | 19,96 % | 14,98 % | 13,48 % | 22,06 % | 8,34 %  |
| 12e             | 22,37 % | 18,34 % | 14,42 % | 13,23 % | 9,49 %  |

## Modalités

### Mode de scrutin
Les élections législatives ont lieu au scrutin uninominal majoritaire à deux tours dans des circonscriptions uninominales.
Est élu au premier tour le candidat qui réunit la majorité absolue des suffrages exprimés et un nombre de voix au moins égal au quart des électeurs inscrits dans la circonscription, soit 25 %. Si aucun des candidats ne satisfait ces conditions, un second tour est organisé entre les candidats ayant réuni un nombre de voix au moins égal à un huitième des inscrits, soit 12,5 %. Les deux candidats arrivés en tête du 1er tour se maintiennent néanmoins par défaut si un seul ou aucun d'entre eux n'a atteint ce seuil. Au second tour, le candidat arrivé en tête est déclaré élu,.
Le seuil de qualification basé sur un pourcentage du total des inscrits et non des suffrages exprimés rend plus difficile l'accès au second tour lorsque l'abstention est élevée. Le système permet en revanche l'accès au second tour de plus de deux candidats si plusieurs d'entre eux franchissent le seuil de 12,5 % des inscrits. Les candidats en lice au second tour peuvent ainsi être trois, un cas de figure appelé « triangulaire ». Les second tours où s'affrontent quatre candidats, appelés « quadrangulaire » sont également possibles, mais beaucoup plus rares,.

### Conditions de candidature
Pour se présenter, un candidat doit être électeur,. Il n'est pas obligé de se présenter dans la circonscription où il est inscrit mais il est en revanche interdit de se présenter dans plusieurs circonscriptions. L'inscription sur les listes électorales n'est pas une obligation, seule la qualité d'électeur l'est.
Chaque candidat doit satisfaire plusieurs conditions :
- être de nationalité française ;
- ne pas être privé de ses droits civiques concernant l'éligibilité ;
- être âgé d’au moins 18 ans ;
- avoir satisfait aux obligations imposées par le code du service national ;
- ne pas être placé sous tutelle ou sous curatelle.

### Partis et nuances
Les résultats des élections sont publiés en France par le ministère de l'Intérieur, qui classe les partis en leur attribuant des nuances politiques. Ces dernières sont décidées par les préfets, qui les attribuent indifféremment de l'étiquette politique déclarée par les candidats, qui peut être celle d'un parti ou une candidature sans étiquette.
Seuls le Parti communiste français (COM), La France insoumise (FI), le Parti socialiste (SOC), le Parti radical de gauche (RDG), Les Écologistes (VEC), Renaissance (RE), le Mouvement démocrate (MDM), Horizons (HOR), l'Union des démocrates et indépendants (UDI), Les Républicains (LR), le Rassemblement national (RN) et Reconquête (REC) se voient attribuer en 2024 des nuances propres. Les coalitions Ensemble et Nouveau front populaire, ainsi que les candidats de l'alliance LR-Ciotti-RN, en bénéficient également indirectement, les nuances Ensemble ! (Majorité présidentielle) (ENS), Union de la gauche (UG) et Union de l'extrême droite (UXD) étant attribuables aux candidats bénéficiant respectivement du soutien de deux partis du centre, de deux partis de gauche ou de deux partis d'extrême-droite,.
Tous les autres partis se voient attribuer l'une ou l'autre des nuances suivantes : EXG (extrême gauche), DVG (divers gauche), ECO (écologiste), REG (régionaliste), DVC (divers centre), DVD (divers droite), DSV (droite souverainiste) et EXD (extrême droite). Des partis comme Debout la France ou Lutte ouvrière ne disposent ainsi pas de nuances propres, et leurs résultats nationaux ne sont pas publiés séparément par le ministère, car mélangés avec d'autres partis (respectivement dans les nuances DSV et EXG).

## Résultats

### Élus
| Circonscription | Député sortant                               | Parti | Parti     | Groupe    | Député élu ou réélu | Parti | Parti     | Groupe |
| --------------- | -------------------------------------------- | ----- | --------- | --------- | ------------------- | ----- | --------- | ------ |
| 1re             | Charles Rodwell                              |       | RE - Agir | RE        | Charles Rodwell     |       | RE - Agir | EPR    |
| 2e              | Anne Bergantz suppléante de Jean-Noël Barrot |       | MoDem     | DEM       | Jean-Noël Barrot    |       | MoDem     | DEM    |
| 3e              | Béatrice Piron                               |       | RE        | RE        | Béatrice Piron      |       | RE        | HOR    |
| 4e              | Denis Bernaert suppléant de Marie Lebec      |       | HOR       | RE        | Marie Lebec         |       | RE        | EPR    |
| 5e              | Yaël Braun-Pivet                             |       | RE        | RE        | Yaël Braun-Pivet    |       | RE        | EPR    |
| 6e              | Natalia Pouzyreff                            |       | RE        | RE        | Natalia Pouzyreff   |       | RE        | EPR    |
| 7e              | Nadia Hai                                    |       | RE        | RE        | Aurélien Rousseau   |       | PP        | SOC    |
| 8e              | Benjamin Lucas                               |       | G.s       | ÉCO-NUPES | Benjamin Lucas      |       | G.s       | ÉcoS   |
| 9e              | Bruno Millienne                              |       | MoDem     | DEM       | Dieynaba Diop       |       | PS        | SOC    |
| 10e             | Philippe Emmanuel suppléant de Aurore Bergé  |       | RE        | RE        | Aurore Bergé        |       | RE        | EPR    |
| 11e             | William Martinet                             |       | LFI       | LFI-NUPES | Laurent Mazaury     |       | UDI       | LIOT   |
| 12e             | Karl Olive                                   |       | RE        | RE        | Karl Olive          |       | RE        | EPR    |

### Participation
| Taux de participation | 1er tour | 1er tour | 1er tour   | 2d tour | 2d tour | 2d tour    | Différence entre les deux tours |
| Taux de participation | En 2022  | En 2024  | Différence | En 2022 | En 2024 | Différence | Différence entre les deux tours |
| --------------------- | -------- | -------- | ---------- | ------- | ------- | ---------- | ------------------------------- |
| À midi                | 15,45 %  | 20,82 %  | 5,37       | 14,96 % | 20,32 % | 5,36       | 0,5                             |
| À 17 heures           | 36,32 %  | 54,73 %  | 18,41      | 35,43 % |         |            |                                 |
| Final                 | 51,87 %  | 70,54 %  | 18,67      | 49,52 % | 68,94 % | 19,42      | 1,6                             |

### Résultats à l'échelle du département

#### Résultats par coalition
| Parti et coalition                          | Parti et coalition                                       | Parti et coalition                                       | Premier tour | Premier tour | Premier tour | Second tour   | Second tour   | Second tour | Total Sièges  | +/-           |  |
| Parti et coalition                          | Parti et coalition                                       | Parti et coalition                                       | Voix         | %            | Sièges       | Voix          | %             | Sièges      | Total Sièges  | +/-           |  |
| ------------------------------------------- | -------------------------------------------------------- | -------------------------------------------------------- | ------------ | ------------ | ------------ | ------------- | ------------- | ----------- | ------------- | ------------- |  |
|                                             |                                                          | Renaissance (RE)                                         | 173 337      | 25,67        | 0            | 216 466       | 33,42         | 7           | 7             | 1             |  |
|                                             | Mouvement démocrate (MoDem)                              | 35 840                                                   | 5,31         | 0            | 43 607       | 6,73          | 1             | 1           | 1             |               |  |
| Total Ensemble pour la République (ENS)     | Total Ensemble pour la République (ENS)                  | 209 177                                                  | 30,97        | 0            | 260 073      | 40,15         | 8             | 8           | 2             |               |  |
|                                             |                                                          | La France insoumise (LFI)                                | 82 773       | 12,26        | 0            | 80 748        | 12,47         | 0           | 0             | 1             |  |
|                                             | Les Écologistes (LÉ)                                     | 32 226                                                   | 4,77         | 0            | 15 375       | 2,37          | 0             | 0           | en stagnation |               |  |
|                                             | Parti socialiste (PS)                                    | 31 077                                                   | 4,60         | 0            | 31 042       | 4,79          | 1             | 1           | 1             |               |  |
|                                             | Génération.s (G.s)                                       | 20 416                                                   | 3,02         | 0            | 27 801       | 4,29          | 1             | 1           | en stagnation |               |  |
|                                             | Place publique (PP)                                      | 18 810                                                   | 2,79         | 0            | 21 043       | 3,25          | 1             | 1           | Nv            |               |  |
|                                             | Parti ouvrier indépendant (POI)                          | 14 247                                                   | 2,11         | 0            | 14 837       | 2,29          | 0             | 0           | en stagnation |               |  |
| Total Nouveau Front populaire (NFP)         | Total Nouveau Front populaire (NFP)                      | 199 549                                                  | 29,55        | 0            | 190 846      | 29,46         | 3             | 3           | 1             |               |  |
|                                             |                                                          | Rassemblement national (RN)                              | 113 730      | 16,84        | 0            | 117 724       | 18,18         | 0           | 0             | en stagnation |  |
|                                             | Républicains à droite (RÀD)                              | 51 552                                                   | 7,63         | 0            | 56 901       | 8,78          | 0             | 0           | Nv            |               |  |
| Total Rassemblement national et alliés (RN) | Total Rassemblement national et alliés (RN)              | 165 282                                                  | 24,47        | 0            | 174 625      | 26,96         | 0             | 0           | en stagnation |               |  |
|                                             |                                                          | Les Républicains (LR)                                    | 35 316       | 5,23         | 0            |               |               |             | 0             | en stagnation |  |
|                                             | Union des démocrates et indépendants (UDI)               | 16 344                                                   | 2,42         | 0            | 22 175       | 3,42          | 1             | 1           | 1             |               |  |
|                                             | Nouvelle Énergie (NÉ)                                    | 14 890                                                   | 2,20         | 0            |              |               |               | 0           | Nv            |               |  |
|                                             | Soyons libres (SL)                                       | 4 028                                                    | 0,60         | 0            | 0            | Nv            |               |             |               |               |  |
| Total Union de la droite et du centre (UDC) | Total Union de la droite et du centre (UDC)              | 70 578                                                   | 10,45        | 0            | 22 175       | 3,42          | 1             | 1           | 1             |               |  |
|                                             | Reconquête (REC)                                         | Reconquête (REC)                                         | 10 043       | 1,49         | 0            |               |               |             | 0             | en stagnation |  |
|                                             | Lutte ouvrière (LO)                                      | Lutte ouvrière (LO)                                      | 5 547        | 0,82         | 0            | 0             | en stagnation |             |               |               |  |
|                                             |                                                          | France Écologie (FÉ)                                     | 1 679        | 0,25         | 0            | 0             | en stagnation |             |               |               |  |
|                                             | Les Universalistes (UNIV)                                | 1 668                                                    | 0,25         | 0            | 0            | en stagnation |               |             |               |               |  |
| Total Tous unis pour le vivant (TUPV)       | Total Tous unis pour le vivant (TUPV)                    | 3 347                                                    | 0,50         | 0            | 0            | en stagnation |               |             |               |               |  |
|                                             | Parti radical de gauche (PRG)                            | Parti radical de gauche (PRG)                            | 2 260        | 0,33         | 0            | 0             | Nv            |             |               |               |  |
|                                             | Équinoxe                                                 | Équinoxe                                                 | 2 189        | 0,32         | 0            | 0             | Nv            |             |               |               |  |
|                                             | Écologie au centre (ÉAC)                                 | Écologie au centre (ÉAC)                                 | 1 780        | 0,26         | 0            | 0             | en stagnation |             |               |               |  |
|                                             |                                                          | L'Écologie autrement (LÉA)                               | 942          | 0,14         | 0            | 0             | Nv            |             |               |               |  |
| Total Le Rassemblement (RAS)                | Total Le Rassemblement (RAS)                             | 942                                                      | 0,14         | 0            | 0            | Nv            |               |             |               |               |  |
|                                             | Debout la France (DLF)                                   | Debout la France (DLF)                                   | 533          | 0,08         | 0            | 0             | en stagnation |             |               |               |  |
|                                             |                                                          | Rester libre ! (RL)                                      | 430          | 0,06         | 0            | 0             | Nv            |             |               |               |  |
| Total Le Centre (LC)                        | Total Le Centre (LC)                                     | 430                                                      | 0,06         | 0            | 0            | en stagnation |               |             |               |               |  |
|                                             | Parti des travailleurs (PT)                              | Parti des travailleurs (PT)                              | 375          | 0,06         | 0            | 0             | en stagnation |             |               |               |  |
|                                             | France libre (FL)                                        | France libre (FL)                                        | 166          | 0,02         | 0            | 0             | Nv            |             |               |               |  |
|                                             | Nouveau Parti anticapitaliste - Révolutionnaires (NPA-R) | Nouveau Parti anticapitaliste - Révolutionnaires (NPA-R) | 120          | 0,02         | 0            | 0             | Nv            |             |               |               |  |
|                                             | Autres partis                                            | Autres partis                                            | 1 044        | 0,15         | 0            | 0             | Nv            |             |               |               |  |
|                                             | Sans étiquette (SE)                                      | Sans étiquette (SE)                                      | 2 000        | 0,30         | 0            | 0             | en stagnation |             |               |               |  |
|                                             |                                                          |                                                          |              |              |              |               |               |             |               |               |  |
| Suffrages exprimés                          | Suffrages exprimés                                       | Suffrages exprimés                                       | 675 362      | 98,09        |              | 647 719       | 96,24         |             |               |               |  |
| Votes blancs                                | Votes blancs                                             | Votes blancs                                             | 9 690        | 1,41         | 20 047       | 2,98          |               |             |               |               |  |
| Votes nuls                                  | Votes nuls                                               | Votes nuls                                               | 3 432        | 0,50         | 5 240        | 0,78          |               |             |               |               |  |
| Total                                       | Total                                                    | Total                                                    | 688 484      | 100          | 0            | 673 006       | 100           | 12          | 12            | en stagnation |  |
| Abstentions                                 | Abstentions                                              | Abstentions                                              | 287 477      | 29,46        |              | 303 180       | 31,06         |             |               |               |  |
| Inscrits/Participation                      | Inscrits/Participation                                   | Inscrits/Participation                                   | 975 961      | 70,54        | 976 186      | 68,94         |               |             |               |               |  |

#### Résultats par nuances
| Nuance                 | Nuance                               | Nuance                 | Premier tour | Premier tour | Premier tour | Second tour | Second tour   | Second tour | Total Sièges | +/-           |  |
| Nuance                 | Nuance                               | Nuance                 | Voix         | %            | Sièges       | Voix        | %             | Sièges      | Total Sièges | +/-           |  |
| ---------------------- | ------------------------------------ | ---------------------- | ------------ | ------------ | ------------ | ----------- | ------------- | ----------- | ------------ | ------------- |  |
|                        | Ensemble pour la République !        | ENS                    | 209 177      | 30,97        | 0            | 260 073     | 40,15         | 8           | 8            | 2             |  |
|                        | Union de la gauche                   | UG                     | 199 549      | 29,55        | 0            | 190 846     | 29,46         | 3           | 3            | 1             |  |
|                        | Rassemblement national               | RN                     | 113 730      | 16,84        | 0            | 117 724     | 18,18         | 0           | 0            | en stagnation |  |
|                        | Les Républicains                     | LR                     | 48 671       | 7,21         | 0            |             |               |             | 0            | en stagnation |  |
|                        | Union de l'extrême droite            | UXD                    | 39 311       | 5,82         | 0            | 45 138      | 6,97          | 0           | 0            | Nv            |  |
|                        | Divers droite                        | DVD                    | 17 888       | 2,65         | 0            | 11 763      | 1,82          | 0           | 0            | en stagnation |  |
|                        | Union des démocrates et indépendants | UDI                    | 16 344       | 2,42         | 0            | 22 175      | 3,42          | 1           | 1            | 1             |  |
|                        | Reconquête                           | REC                    | 10 043       | 1,49         | 0            |             |               |             | 0            | en stagnation |  |
|                        | Ecologistes                          | ECO                    | 6 268        | 0,93         | 0            | 0           | en stagnation |             |              |               |  |
|                        | Extrême gauche                       | EXG                    | 6 042        | 0,89         | 0            | 0           | en stagnation |             |              |               |  |
|                        | Divers                               | DIV                    | 3 555        | 0,53         | 0            | 0           | en stagnation |             |              |               |  |
|                        | Parti radical de gauche              | RDG                    | 2 260        | 0,33         | 0            | 0           | Nv            |             |              |               |  |
|                        | Divers centre                        | DVC                    | 1 372        | 0,20         | 0            | 0           | en stagnation |             |              |               |  |
|                        | Droite souverainiste                 | DSV                    | 699          | 0,10         | 0            | 0           | en stagnation |             |              |               |  |
|                        | Divers gauche                        | DVG                    | 453          | 0,07         | 0            | 0           | en stagnation |             |              |               |  |
|                        |                                      |                        |              |              |              |             |               |             |              |               |  |
| Suffrages exprimés     | Suffrages exprimés                   | Suffrages exprimés     | 675 362      | 98,09        |              | 647 719     | 96,24         |             |              |               |  |
| Votes blancs           | Votes blancs                         | Votes blancs           | 9 690        | 1,41         | 20 047       | 2,98        |               |             |              |               |  |
| Votes nuls             | Votes nuls                           | Votes nuls             | 3 432        | 0,50         | 5 240        | 0,78        |               |             |              |               |  |
| Total                  | Total                                | Total                  | 688 484      | 100          | 0            | 673 006     | 100           | 12          | 12           | en stagnation |  |
| Abstentions            | Abstentions                          | Abstentions            | 287 477      | 29,46        |              | 303 180     | 31,06         |             |              |               |  |
| Inscrits/Participation | Inscrits/Participation               | Inscrits/Participation | 975 961      | 70,54        | 976 186      | 68,94       |               |             |              |               |  |

### Résultats par circonscription

#### Première circonscription
Député sortant : Charles Rodwell (Renaissance - Agir)
| Candidat                 | Candidat                 | Parti et coalition       | Nuance                   | Premier tour | Premier tour | Second tour | Second tour |
| Candidat                 | Candidat                 | Parti et coalition       | Nuance                   | Voix         | %            | Voix        | %           |
| ------------------------ | ------------------------ | ------------------------ | ------------------------ | ------------ | ------------ | ----------- | ----------- |
|                          | Charles Rodwell,         | RE - Agir (ENS)          | ENS                      | 20 235       | 33,55        | 27 403      | 46,90       |
|                          | Sébastien Ramage         | LFI (NFP)                | UG                       | 17 073       | 28,31        | 16 828      | 28,80       |
|                          | Anne Jacqmin             | RN                       | RN                       | 11 686       | 19,37        | 14 195      | 24,30       |
|                          | Arnaud Poulain           | LR (UDC)                 | LR                       | 9 783        | 16,22        |             |             |
|                          | Sabine Clément           | REC                      | REC                      | 868          | 1,44         |             |             |
|                          | Jean-Loup Leroux         | LO                       | EXG                      | 523          | 0,87         |             |             |
|                          | Guillaume Carlier        | SE                       | DIV                      | 147          | 0,24         |             |             |
|                          |                          |                          |                          |              |              |             |             |
| Suffrages exprimés       | Suffrages exprimés       | Suffrages exprimés       | Suffrages exprimés       | 60 315       | 98,41        | 58 426      | 97,71       |
| Votes blancs             | Votes blancs             | Votes blancs             | Votes blancs             | 744          | 1,21         | 1 092       | 1,83        |
| Votes nuls               | Votes nuls               | Votes nuls               | Votes nuls               | 231          | 0,38         | 278         | 0,46        |
| Total                    | Total                    | Total                    | Total                    | 61 290       | 100          | 59 796      | 100         |
| Abstention               | Abstention               | Abstention               | Abstention               | 22 918       | 27,22        | 24 418      | 29,00       |
| Inscrits / participation | Inscrits / participation | Inscrits / participation | Inscrits / participation | 84 208       | 72,78        | 84 214      | 71,00       |

#### Deuxième circonscription
Députée sortante : Anne Bergantz (Mouvement démocrate), élue en 2022 en tant que suppléante de Jean-Noël Barrot (Mouvement démocrate)
| Candidat                 | Candidat                 | Parti et coalition       | Nuance                   | Premier tour | Premier tour | Second tour | Second tour |
| Candidat                 | Candidat                 | Parti et coalition       | Nuance                   | Voix         | %            | Voix        | %           |
| ------------------------ | ------------------------ | ------------------------ | ------------------------ | ------------ | ------------ | ----------- | ----------- |
|                          | Jean-Noël Barrot         | MoDem (ENS)              | ENS                      | 22 500       | 35,01        | 43 607      | 72,69       |
|                          | Maïté Carrive-Bedouani   | LÉ (NFP)                 | UG                       | 16 893       | 26,29        | Retrait     | Retrait     |
|                          | Gaëtan Brault            | RN                       | RN                       | 14 013       | 21,81        | 16 383      | 27,31       |
|                          | Pascal Thévenot,         | NÉ (UDC)                 | LR                       | 9 327        | 14,51        |             |             |
|                          | Philippe Loire           | REC                      | REC                      | 893          | 1,39         |             |             |
|                          | Marielle Saulnier        | LO                       | EXG                      | 486          | 0,76         |             |             |
|                          | Bertrand Hugon (eo)      | RS diss.                 | DIV                      | 153          | 0,24         |             |             |
|                          |                          |                          |                          |              |              |             |             |
| Suffrages exprimés       | Suffrages exprimés       | Suffrages exprimés       | Suffrages exprimés       | 64 265       | 98,50        | 59 990      | 95,39       |
| Votes blancs             | Votes blancs             | Votes blancs             | Votes blancs             | 701          | 1,07         | 2 318       | 3,69        |
| Votes nuls               | Votes nuls               | Votes nuls               | Votes nuls               | 275          | 0,42         | 583         | 0,93        |
| Total                    | Total                    | Total                    | Total                    | 65 241       | 100          | 62 891      | 100         |
| Abstention               | Abstention               | Abstention               | Abstention               | 21 738       | 24,99        | 24 100      | 27,70       |
| Inscrits / participation | Inscrits / participation | Inscrits / participation | Inscrits / participation | 86 979       | 75,01        | 86 991      | 72,30       |

#### Troisième circonscription
Députée sortante : Béatrice Piron (Renaissance)
| Candidat                 | Candidat                 | Parti et coalition       | Nuance                   | Premier tour | Premier tour | Second tour | Second tour |
| Candidat                 | Candidat                 | Parti et coalition       | Nuance                   | Voix         | %            | Voix        | %           |
| ------------------------ | ------------------------ | ------------------------ | ------------------------ | ------------ | ------------ | ----------- | ----------- |
|                          | Béatrice Piron           | RE (ENS)                 | ENS                      | 20 768       | 34,49        | 38 824      | 68,75       |
|                          | Valentin Salvino         | RAD (RN)                 | UXD                      | 13 725       | 22,79        | 17 648      | 31,25       |
|                          | Thomas Ciano             | PS (NFP)                 | UG                       | 12 557       | 20,85        | Retrait     | Retrait     |
|                          | Othman Nasrou            | LR (UDC)                 | LR                       | 10 211       | 16,96        |             |             |
|                          | Jérémy Bizet             | FÉ (TUPV)                | ECO                      | 1 679        | 2,79         |             |             |
|                          | Olivier Le Coq           | REC                      | REC                      | 998          | 1,66         |             |             |
|                          | Olivier Augustin         | LO                       | EXG                      | 283          | 0,47         |             |             |
|                          |                          |                          |                          |              |              |             |             |
| Suffrages exprimés       | Suffrages exprimés       | Suffrages exprimés       | Suffrages exprimés       | 60 221       | 98,63        | 56 472      | 95,99       |
| Votes blancs             | Votes blancs             | Votes blancs             | Votes blancs             | 592          | 0,97         | 1 876       | 3,19        |
| Votes nuls               | Votes nuls               | Votes nuls               | Votes nuls               | 242          | 0,40         | 485         | 0,82        |
| Total                    | Total                    | Total                    | Total                    | 61 055       | 100          | 58 833      | 100         |
| Abstention               | Abstention               | Abstention               | Abstention               | 22 466       | 26,90        | 24 705      | 29,57       |
| Inscrits / participation | Inscrits / participation | Inscrits / participation | Inscrits / participation | 83 521       | 73,10        | 83 538      | 70,43       |

#### Quatrième circonscription
Député sortant : Denis Bernaert (Horizons), élu en 2022 en tant que suppléant de Marie Lebec (Renaissance)
| Candidat                 | Candidat                 | Parti et coalition       | Nuance                   | Premier tour | Premier tour | Second tour | Second tour |
| Candidat                 | Candidat                 | Parti et coalition       | Nuance                   | Voix         | %            | Voix        | %           |
| ------------------------ | ------------------------ | ------------------------ | ------------------------ | ------------ | ------------ | ----------- | ----------- |
|                          | Marie Lebec              | RE (ENS)                 | ENS                      | 23 932       | 41,24        | 28 306      | 50,67       |
|                          | Céline Bourdon           | LFI (NFP)                | UG                       | 15 787       | 27,21        | 15 066      | 26,97       |
|                          | Jean-François Mourtoux   | RAD (RN)                 | UXD                      | 11 599       | 19,99        | 12 486      | 22,35       |
|                          | Anne-Sophie Ho Massat    | LR (UDC)                 | LR                       | 5 383        | 9,28         |             |             |
|                          | Manon Bardy              | REC                      | REC                      | 835          | 1,44         |             |             |
|                          | Franck Maurel            | LO                       | EXG                      | 489          | 0,84         |             |             |
|                          | James Poggia             | SE                       | DIV                      | 2            | 0,00         |             |             |
|                          |                          |                          |                          |              |              |             |             |
| Suffrages exprimés       | Suffrages exprimés       | Suffrages exprimés       | Suffrages exprimés       | 58 027       | 98,14        | 55 858      | 97,75       |
| Votes blancs             | Votes blancs             | Votes blancs             | Votes blancs             | 833          | 1,03         | 998         | 1,75        |
| Votes nuls               | Votes nuls               | Votes nuls               | Votes nuls               | 269          | 0,45         | 286         | 0,50        |
| Total                    | Total                    | Total                    | Total                    | 59 129       | 100          | 57 142      | 100         |
| Abstention               | Abstention               | Abstention               | Abstention               | 21 729       | 26,87        | 23 739      | 29,35       |
| Inscrits / participation | Inscrits / participation | Inscrits / participation | Inscrits / participation | 80 858       | 73,13        | 80 881      | 70,65       |

#### Cinquième circonscription
Députée sortante : Yaël Braun-Pivet (Renaissance)
| Candidat                 | Candidat                 | Parti et coalition       | Nuance                   | Premier tour | Premier tour | Second tour | Second tour |
| Candidat                 | Candidat                 | Parti et coalition       | Nuance                   | Voix         | %            | Voix        | %           |
| ------------------------ | ------------------------ | ------------------------ | ------------------------ | ------------ | ------------ | ----------- | ----------- |
|                          | Yaël Braun-Pivet         | RE (ENS)                 | ENS                      | 22 874       | 42,79        | 25 400      | 49,10       |
|                          | Yassine Benyettou        | LFI (NFP)                | UG                       | 14 600       | 27,31        | 14 564      | 28,16       |
|                          | Jacques Myard            | RAD (RN)                 | DVD                      | 12 241       | 22,90        | 11 763      | 22,74       |
|                          | Émilienne Guille         | REC                      | REC                      | 1 826        | 3,42         |             |             |
|                          | Nathalie Lepage          | LÉA (RAS)                | DVC                      | 942          | 1,76         |             |             |
|                          | Alain Lépicier           | LO                       | EXG                      | 454          | 0,85         |             |             |
|                          | Ingrid Larose            | RL (LC)                  | DVC                      | 430          | 0,80         |             |             |
|                          | Sérilo Looky             | FPA                      | DVG                      | 84           | 0,16         |             |             |
|                          |                          |                          |                          |              |              |             |             |
| Suffrages exprimés       | Suffrages exprimés       | Suffrages exprimés       | Suffrages exprimés       | 53 451       | 97,83        | 51 727      | 98,03       |
| Votes blancs             | Votes blancs             | Votes blancs             | Votes blancs             | 949          | 1,74         | 812         | 1,54        |
| Votes nuls               | Votes nuls               | Votes nuls               | Votes nuls               | 235          | 0,43         | 226         | 0,43        |
| Total                    | Total                    | Total                    | Total                    | 54 635       | 100          | 52 765      | 100         |
| Abstention               | Abstention               | Abstention               | Abstention               | 22 131       | 28,83        | 24 020      | 31,28       |
| Inscrits / participation | Inscrits / participation | Inscrits / participation | Inscrits / participation | 76 766       | 71,17        | 76 785      | 68,72       |

#### Sixième circonscription
Députée sortante : Natalia Pouzyreff (Renaissance)
| Candidat                 | Candidat                 | Parti et coalition       | Nuance                   | Premier tour | Premier tour | Second tour | Second tour |
| Candidat                 | Candidat                 | Parti et coalition       | Nuance                   | Voix         | %            | Voix        | %           |
| ------------------------ | ------------------------ | ------------------------ | ------------------------ | ------------ | ------------ | ----------- | ----------- |
|                          | Natalia Pouzyreff        | RE (ENS)                 | ENS                      | 20 212       | 38,33        | 24 322      | 47,83       |
|                          | Mélinda Sauger           | POI (NFP)                | UG                       | 14 247       | 27,02        | 14 837      | 29,18       |
|                          | Sophie Lelandais         | RN                       | RN                       | 10 781       | 20,45        | 11 693      | 22,99       |
|                          | Stéphane Torrez          | SL (UDC)                 | LR                       | 4 028        | 7,64         |             |             |
|                          | Jean-Luc Suzé            | UNIV (TUPV)              | ECO                      | 1 668        | 3,16         |             |             |
|                          | Anne-Élisabeth Sild      | REC                      | REC                      | 760          | 1,44         |             |             |
|                          | Claire Coueignas         | DLF                      | DSV                      | 533          | 1,01         |             |             |
|                          | Cécile Perraudin         | LO                       | EXG                      | 222          | 0,42         |             |             |
|                          | Ken Armède               | NPA-R                    | EXG                      | 120          | 0,23         |             |             |
|                          | Patrice Hernot           | SE                       | DVD                      | 84           | 0,16         |             |             |
|                          | Marc Philipot            | Ingouv.                  | DIV                      | 71           | 0,13         |             |             |
|                          | Leo Müllbacher           | SE                       | DIV                      | 0            | 0,00         |             |             |
|                          |                          |                          |                          |              |              |             |             |
| Suffrages exprimés       | Suffrages exprimés       | Suffrages exprimés       | Suffrages exprimés       | 52 726       | 98,40        | 50 852      | 97,57       |
| Votes blancs             | Votes blancs             | Votes blancs             | Votes blancs             | 623          | 1,16         | 955         | 1,83        |
| Votes nuls               | Votes nuls               | Votes nuls               | Votes nuls               | 233          | 0,43         | 311         | 0,60        |
| Total                    | Total                    | Total                    | Total                    | 53 582       | 100          | 52 118      | 100         |
| Abstention               | Abstention               | Abstention               | Abstention               | 23 514       | 30,50        | 25 004      | 32,42       |
| Inscrits / participation | Inscrits / participation | Inscrits / participation | Inscrits / participation | 77 096       | 69,50        | 77 122      | 67,58       |

#### Septième circonscription
Députée sortante : Nadia Hai (Renaissance)
| Candidat                 | Candidat                 | Parti et coalition       | Nuance                   | Premier tour | Premier tour | Second tour | Second tour |
| Candidat                 | Candidat                 | Parti et coalition       | Nuance                   | Voix         | %            | Voix        | %           |
| ------------------------ | ------------------------ | ------------------------ | ------------------------ | ------------ | ------------ | ----------- | ----------- |
|                          | Aurélien Rousseau        | PP (NFP)                 | UG                       | 18 810       | 34,68        | 21 043      | 39,14       |
|                          | Nadia Hai                | RE (ENS)                 | ENS                      | 15 903       | 29,32        | 17 711      | 32,95       |
|                          | Babette de Rozières      | RAD (RN)                 | UXD                      | 13 987       | 25,79        | 15 004      | 27,91       |
|                          | Julien Fréjabue          | LR (UDC)                 | LR                       | 4 142        | 7,64         |             |             |
|                          | Colette Aubrée           | REC                      | REC                      | 516          | 0,95         |             |             |
|                          | Ali Kaya                 | LO                       | EXG                      | 498          | 0,92         |             |             |
|                          | Jack Lefebvre            | PT                       | EXG                      | 375          | 0,69         |             |             |
|                          |                          |                          |                          |              |              |             |             |
| Suffrages exprimés       | Suffrages exprimés       | Suffrages exprimés       | Suffrages exprimés       | 54 231       | 97,88        | 53 758      | 97,71       |
| Votes blancs             | Votes blancs             | Votes blancs             | Votes blancs             | 893          | 1,61         | 989         | 1,80        |
| Votes nuls               | Votes nuls               | Votes nuls               | Votes nuls               | 283          | 0,51         | 272         | 0,49        |
| Total                    | Total                    | Total                    | Total                    | 55 407       | 100          | 55 019      | 100         |
| Abstention               | Abstention               | Abstention               | Abstention               | 26 206       | 32,11        | 26 616      | 32,60       |
| Inscrits / participation | Inscrits / participation | Inscrits / participation | Inscrits / participation | 81 613       | 67,89        | 81 635      | 67,40       |

#### Huitième circonscription
Député sortant : Benjamin Lucas (Génération.s)
| Candidat                 | Candidat                 | Parti et coalition       | Nuance                   | Premier tour | Premier tour | Second tour | Second tour |
| Candidat                 | Candidat                 | Parti et coalition       | Nuance                   | Voix         | %            | Voix        | %           |
| ------------------------ | ------------------------ | ------------------------ | ------------------------ | ------------ | ------------ | ----------- | ----------- |
|                          | Benjamin Lucas           | G.s (NFP)                | UG                       | 20 416       | 44,92        | 27 801      | 63,55       |
|                          | Cyril Nauth              | RN                       | RN                       | 14 076       | 30,97        | 15 948      | 36,45       |
|                          | Alexis Costa             | RE (ENS)                 | ENS                      | 6 436        | 14,16        |             |             |
|                          | Stéphan Champagne        | UDI (UDC)                | UDI                      | 2 592        | 5,70         |             |             |
|                          | Sabah El Asri            | SE                       | DIV                      | 1 208        | 2,66         |             |             |
|                          | Thierry Gonnot           | LO                       | EXG                      | 526          | 1,16         |             |             |
|                          | Nicolas Mangani          | SE                       | DIV                      | 187          | 0,41         |             |             |
|                          | Hugues Bovaere           | REC                      | REC                      | 8            | 0,02         |             |             |
|                          | Léon Chevalier           | SE                       | DIV                      | 3            | 0,01         |             |             |
|                          |                          |                          |                          |              |              |             |             |
| Suffrages exprimés       | Suffrages exprimés       | Suffrages exprimés       | Suffrages exprimés       | 45 452       | 97,43        | 43 749      | 93,87       |
| Votes blancs             | Votes blancs             | Votes blancs             | Votes blancs             | 810          | 1,74         | 2 238       | 4,80        |
| Votes nuls               | Votes nuls               | Votes nuls               | Votes nuls               | 389          | 0,83         | 618         | 1,33        |
| Total                    | Total                    | Total                    | Total                    | 46 651       | 100          | 46 605      | 100         |
| Abstention               | Abstention               | Abstention               | Abstention               | 28 696       | 38,09        | 28 760      | 38,16       |
| Inscrits / participation | Inscrits / participation | Inscrits / participation | Inscrits / participation | 75 347       | 61,91        | 75 365      | 61,84       |

#### Neuvième circonscription
Député sortant : Bruno Millienne (Mouvement démocrate)
| Candidat                 | Candidat                    | Parti et coalition       | Nuance                   | Premier tour | Premier tour | Second tour | Second tour |
| Candidat                 | Candidat                    | Parti et coalition       | Nuance                   | Voix         | %            | Voix        | %           |
| ------------------------ | --------------------------- | ------------------------ | ------------------------ | ------------ | ------------ | ----------- | ----------- |
|                          | Laurent Morin               | RN                       | RN                       | 21 551       | 34,49        | 26 477      | 46,03       |
|                          | Dieynaba Diop               | PS (NFP)                 | UG                       | 18 520       | 29,64        | 31 042      | 53,97       |
|                          | Bruno Millienne             | MoDem (ENS)              | ENS                      | 13 340       | 21,35        | Retrait     | Retrait     |
|                          | Hervé Riou                  | NÉ (UDC)                 | DVD                      | 5 563        | 8,90         |             |             |
|                          | Rachid Zerouali             | ÉAC                      | ECO                      | 1 780        | 2,85         |             |             |
|                          | Christophe Le Hot           | REC                      | REC                      | 802          | 1,28         |             |             |
|                          | Philippe Gommard            | LO                       | EXG                      | 601          | 0,96         |             |             |
|                          | Sendil-Sebastien Djearamane | VE!                      | DIV                      | 336          | 0,54         |             |             |
|                          |                             |                          |                          |              |              |             |             |
| Suffrages exprimés       | Suffrages exprimés          | Suffrages exprimés       | Suffrages exprimés       | 62 493       | 97,78        | 57 519      | 90,71       |
| Votes blancs             | Votes blancs                | Votes blancs             | Votes blancs             | 1 037        | 1,62         | 4 863       | 7,67        |
| Votes nuls               | Votes nuls                  | Votes nuls               | Votes nuls               | 381          | 0,60         | 1 025       | 1,62        |
| Total                    | Total                       | Total                    | Total                    | 63 911       | 100          | 63 407      | 100         |
| Abstention               | Abstention                  | Abstention               | Abstention               | 30 212       | 32,10        | 30 740      | 32,65       |
| Inscrits / participation | Inscrits / participation    | Inscrits / participation | Inscrits / participation | 94 123       | 67,90        | 94 147      | 67,35       |

#### Dixième circonscription
Député sortant : Philippe Emmanuel (Renaissance), élu en 2022 en tant que suppléant d'Aurore Bergé (Renaissance)
| Candidat                 | Candidat                 | Parti et coalition       | Nuance                   | Premier tour | Premier tour | Second tour | Second tour |
| Candidat                 | Candidat                 | Parti et coalition       | Nuance                   | Voix         | %            | Voix        | %           |
| ------------------------ | ------------------------ | ------------------------ | ------------------------ | ------------ | ------------ | ----------- | ----------- |
|                          | Aurore Bergé             | RE (ENS)                 | ENS                      | 22 367       | 33,59        | 32 048      | 49,05       |
|                          | Thomas du Chalard        | RN                       | RN                       | 18 795       | 28,22        | 21 035      | 32,19       |
|                          | Cédric Briolais          | LFI (NFP)                | UG                       | 14 918       | 22,40        | 12 255      | 18,76       |
|                          | Gaël Barbotin            | LR (UDC)                 | LR                       | 5 797        | 8,71         |             |             |
|                          | Julien Gautrelet         | PRG                      | RDG                      | 2 260        | 3,39         |             |             |
|                          | Ethel Fournier-Campion   | Équinoxe                 | ECO                      | 1 141        | 1,71         |             |             |
|                          | Olivier Gousseau         | REC                      | REC                      | 894          | 1,34         |             |             |
|                          | Hélène Janisset          | LO                       | EXG                      | 421          | 0,63         |             |             |
|                          |                          |                          |                          |              |              |             |             |
| Suffrages exprimés       | Suffrages exprimés       | Suffrages exprimés       | Suffrages exprimés       | 66 593       | 98,23        | 65 338      | 97,43       |
| Votes blancs             | Votes blancs             | Votes blancs             | Votes blancs             | 872          | 1,29         | 1 338       | 2,00        |
| Votes nuls               | Votes nuls               | Votes nuls               | Votes nuls               | 326          | 0,48         | 388         | 0,58        |
| Total                    | Total                    | Total                    | Total                    | 67 791       | 100          | 67 064      | 100         |
| Abstention               | Abstention               | Abstention               | Abstention               | 24 689       | 26,70        | 25 440      | 27,50       |
| Inscrits / participation | Inscrits / participation | Inscrits / participation | Inscrits / participation | 92 480       | 73,30        | 92 504      | 72,50       |

#### Onzième circonscription
Député sortant : William Martinet (La France insoumise)
| Candidat                 | Candidat                 | Parti et coalition       | Nuance                   | Premier tour | Premier tour | Second tour | Second tour |
| Candidat                 | Candidat                 | Parti et coalition       | Nuance                   | Voix         | %            | Voix        | %           |
| ------------------------ | ------------------------ | ------------------------ | ------------------------ | ------------ | ------------ | ----------- | ----------- |
|                          | William Martinet         | LFI (NFP)                | UG                       | 20 395       | 43,38        | 22 035      | 49,84       |
|                          | Laurent Mazaury,         | UDI (UDC - ENS)          | UDI                      | 13 752       | 29,25        | 22 175      | 50,16       |
|                          | Victoria Doucet          | RN                       | RN                       | 10 243       | 21,79        | Retrait     | Retrait     |
|                          | Sarah Nicos              | Équinoxe                 | DIV                      | 1 048        | 2,23         |             |             |
|                          | Nathalie Machuca         | REC                      | REC                      | 900          | 1,91         |             |             |
|                          | Patrick Planque          | LO                       | EXG                      | 507          | 1,08         |             |             |
|                          | Boris Lutz               | FL                       | DSV                      | 166          | 0,35         |             |             |
|                          |                          |                          |                          |              |              |             |             |
| Suffrages exprimés       | Suffrages exprimés       | Suffrages exprimés       | Suffrages exprimés       | 47 011       | 97,68        | 44 210      | 94,85       |
| Votes blancs             | Votes blancs             | Votes blancs             | Votes blancs             | 816          | 1,70         | 1 840       | 3,95        |
| Votes nuls               | Votes nuls               | Votes nuls               | Votes nuls               | 300          | 0,62         | 560         | 1,20        |
| Total                    | Total                    | Total                    | Total                    | 48 127       | 100          | 46 610      | 100         |
| Abstention               | Abstention               | Abstention               | Abstention               | 22 503       | 31,86        | 24 041      | 34,03       |
| Inscrits / participation | Inscrits / participation | Inscrits / participation | Inscrits / participation | 70 630       | 68,14        | 70 651      | 65,97       |

#### Douzième circonscription
Député sortant : Karl Olive (Renaissance)
| Candidat                 | Candidat                 | Parti et coalition       | Nuance                   | Premier tour | Premier tour | Second tour | Second tour |
| Candidat                 | Candidat                 | Parti et coalition       | Nuance                   | Voix         | %            | Voix        | %           |
| ------------------------ | ------------------------ | ------------------------ | ------------------------ | ------------ | ------------ | ----------- | ----------- |
|                          | Karl Olive               | RE (ENS)                 | ENS                      | 20 610       | 40,75        | 22 452      | 45,07       |
|                          | Christophe Massiaux      | LÉ (NFP)                 | UG                       | 15 333       | 30,32        | 15 375      | 30,86       |
|                          | Jean-Louis Mettelet      | RN                       | RN                       | 12 585       | 24,88        | 11 993      | 24,07       |
|                          | Bruno Jay                | REC                      | REC                      | 743          | 1,47         |             |             |
|                          | Jean-Pierre Mercier      | LO                       | EXG                      | 537          | 1,06         |             |             |
|                          | Patrick Scieller         | Abst.                    | DIV                      | 400          | 0,79         |             |             |
|                          | Diabé Kamara             | SE                       | DVG                      | 369          | 0,73         |             |             |
|                          |                          |                          |                          |              |              |             |             |
| Suffrages exprimés       | Suffrages exprimés       | Suffrages exprimés       | Suffrages exprimés       | 50 577       | 97,89        | 49 820      | 98,16       |
| Votes blancs             | Votes blancs             | Votes blancs             | Votes blancs             | 820          | 1,59         | 728         | 1,43        |
| Votes nuls               | Votes nuls               | Votes nuls               | Votes nuls               | 268          | 0,52         | 208         | 0,41        |
| Total                    | Total                    | Total                    | Total                    | 51 665       | 100          | 50 756      | 100         |
| Abstention               | Abstention               | Abstention               | Abstention               | 20 675       | 28,58        | 21 597      | 29,85       |
| Inscrits / participation | Inscrits / participation | Inscrits / participation | Inscrits / participation | 72 340       | 71,42        | 72 353      | 70,15       |